# Seigneurie de Venise

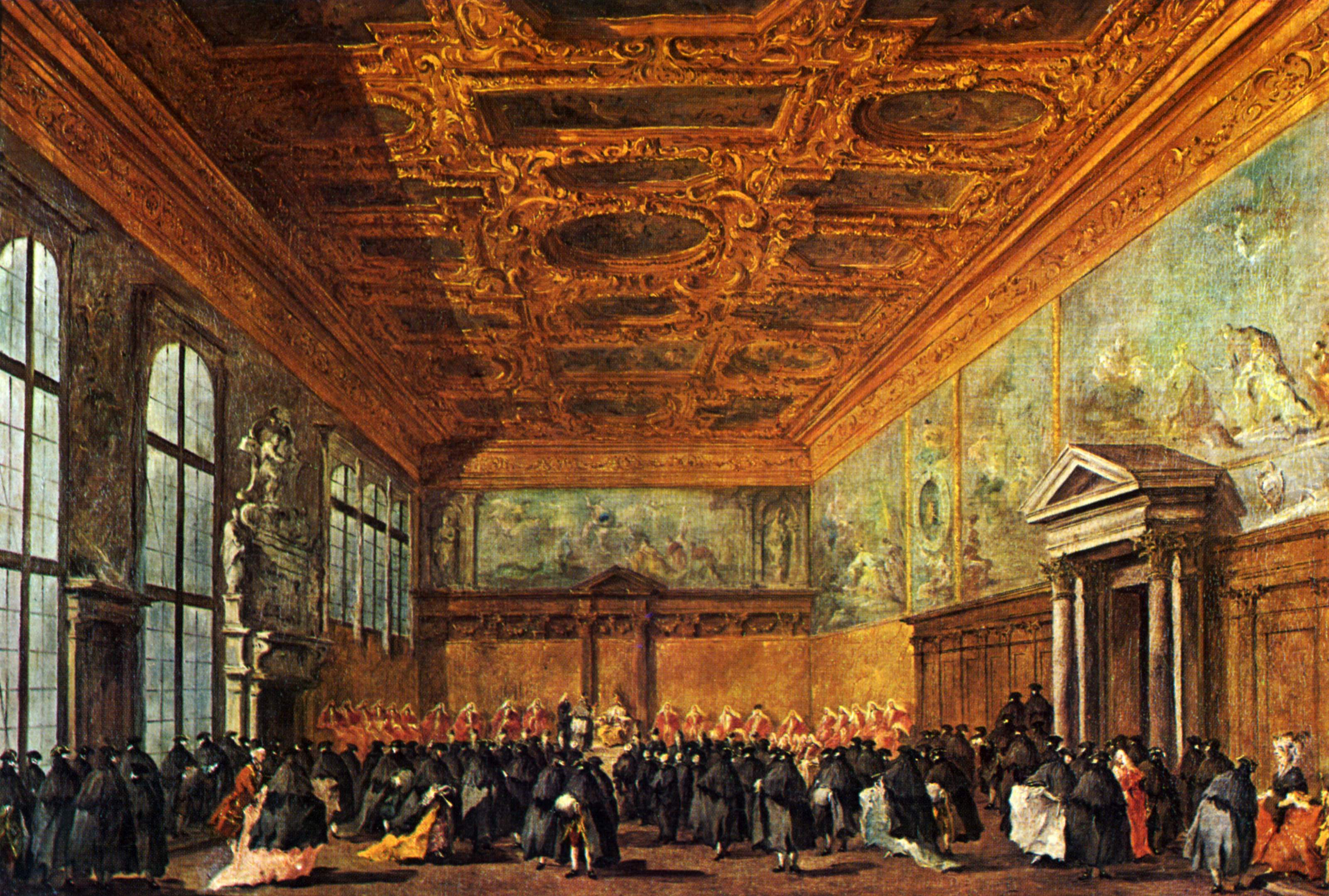
Francesco Guardi, L'audience accordée par le Doge de Venise dans la salle du Collège dans le Palais Ducal, huile sur toile, Musée du Louvre, Paris

La Seigneurie de Venise ou Seigneurie Sérénissime (en italien Serenissima Signoria), était l'organe suprême du gouvernement de la république de Venise, et le nom par lequel il était désigné. 
Il était constitué par :
- le doge
- le Minor Consiglio (« Petit Conseil »), créé en 1175 et composé des six conseillers du doge ;
- les trois chefs du tribunal de la Quarantie, juridiction suprême créée en 1179.

On considérait que le véritable sommet de l'État était constitué par la Seigneurie, et non pas par le doge : la Seigneurie représentait la souveraineté de la république. Ainsi, à la mort du doge, on prononçait rituellement la formule : si è morto il Doge, no la Signoria (« si le Doge est mort, la Seigneurie ne l'est pas »).
La Seigneurie présidait tous les conseils de la République, à savoir le Sénat, le Grand Conseil et le Conseil des Dix sur ce qui portait sur ses recommandations, les propositions étant débattues en accord avec le collège des Sages (Collegio dei Savi). 
Elle partageait le droit d'initiative, reconnu d'abord à la majorité du Minor Consiglio, ensuite à la minorité, voire à un seul de ses Conseillers, ainsi qu'aux trois chefs de Quarantie, quoique ces derniers devaient cependant donner lecture du projet, en priorité, au Minor Consiglio, qui pouvait établir un délai de trois jours avant sa présentation. 
Il pouvait également convoquer le Maggior Consiglio lorsqu'il l'estimait opportun (même un seul Conseiller le pouvait).
Le terme de Serenissima Signoria (ou Dominium) fut employé à partir de 1423 pour désigner le gouvernement de la république, en remplacement du terme plus ancien de Commune Veneciarum.